# Lohheide
Lohheide este o comunitate autonomă situată în districtul Celle, regiunea (zona) Lüneburger Heide, landul Saxonia Inferioară, Germania. Administrativ nu ține de nicio comună sau localitate. Teritoriul comunității se întinde pe o suprafață de 91,32 km² și a avut în anul 2006 764 de locuitori. Domeniile (zonele) Lohheide și Osterheide alcătuiesc împreună câmpul pentru exerciții militare Truppenübungsplatz Bergen.